# Сухомлинский, Василий Александрович
Васи́лий Алекса́ндрович Сухомли́нский (укр. Василь Олександрович Сухомлинський; 28 сентября 1918, Василевка, Херсонская губерния — 2 сентября 1970, Павлыш, Кировоградская область) — советский украинский педагог-новатор, детский писатель, создатель педагогической системы, основанной на признании личности ребёнка высшей ценностью, на которую должны быть ориентированы процессы воспитания и образования.
Член-корреспондент Академии педагогических наук СССР (1968), кандидат педагогических наук (1955), заслуженный учитель школы Украинской ССР (1958), Герой Социалистического Труда (1968).
Наиболее известная педагогическая книга Сухомлинского — «Сердце отдаю детям», переведена на многие языки мира.

## Биография
Родился будущий педагог-новатор в 1918 году в селе Василевка (ныне Кировоградская область) в бедной крестьянской семье. Здесь прошли его детство и юность. Отец Василия Александровича — Александр Сухомлинский — до Октябрьской революции работал по найму, как плотник и столяр в помещичьих хозяйствах («экономиях»), и сдельно — в крестьянских хозяйствах. В советское время Александр Емельянович стал одним из передовых людей села — был общественником активистом, принимал участие в руководстве потребительской кооперацией и колхозом, выступал в газетах как селькор, заведовал колхозной избой-лабораторией, руководил трудовым обучением (по деревообрабатывающему делу) в семилетней школе. Мать В. А. Сухомлинского, Оксана Авдеевна, была домашней хозяйкой, выполняла мелкую портняжную работу, трудилась в колхозе. Вместе с Александром Емельяновичем она воспитала, кроме Василия, ещё троих детей — Ивана, Сергея и Меланию. Все они стали сельскими учителями.
Летом 1933 года Сухомлинский поехал учиться в Кременчуг. После окончания рабфака он поступил в педагогический институт; в 17 лет стал учителем в заочной школе недалеко от родного села. Перевёлся в Полтавский педагогический институт и успешно окончил его в 1938 году, затем возвратился в родные места, где стал преподавать украинский язык и литературу в онуфриевской средней школе.
В 1941 году Сухомлинский добровольцем ушёл на фронт.
В январе 1942 года Сухомлинский, младший политрук, был тяжело ранен осколками снаряда, защищая Москву, и лишь чудом остался жив. Сухомлинский провёл четыре месяца в госпитале: его руку удалось спасти от ампутации. Но извлечь металлические осколки из груди не удалось. А поскольку они были расположены близко к сердцу, то, как предупредили хирурги, любое напряжение могло вызвать их движение и внезапную смерть. После лечения в госпитале на Урале Сухомлинский хотел вернуться на фронт, однако комиссия не могла его признать даже ограниченно годным. В результате его демобилизовали.
В начале 1944 года в ходе Кировоградской наступательной операции Украинская ССР была освобождена от нацистов и Сухомлинский узнал, что его жену Веру (выпускницу Кременчугского учительского института и преподавателя английского языка, наполовину украинку, наполовину цыганку) и маленького сына замучили в гестапо. Эту утрату он переживал до конца жизни.
В сентябре 1942 — марте 1944 годах Сухомлинский работал директором и учителем литературы в Увинской средней школе Удмуртской АССР. В Уве он познакомился с педагогом Анной Девятовой, приехавшей с инспекцией, которой директор показался «необыкновенно тёплым, симпатичным человеком». Между Сухомлинским и Девятовой началась переписка. В конце войны, в 1945 году, Сухомлинский сделал Анне предложение, они поженились и вместе вернулись на Украину. Сухомлинский получил назначение заведующим районным отделом образования Онуфриевского района Кировоградской области, Анна стала работать учителем в школе. Согласно её воспоминаниям, жила семья тогда впроголодь. Родились дети — сын Сергей (1945) и дочь Ольга (1946).
В 1948 году Сухомлинский стал директором Павлышской средней школы, которой бессменно руководил до конца своей жизни в 1970 году. Дочь Сухомлинского — доктор педагогических наук, профессор Ольга Васильевна Сухомлинская. Пошла по стопам отца, работала в Национальной академии педагогических наук Украины.
Сухомлинский — автор сорока монографий и брошюр, более 600 статей, 1200 рассказов и сказок. Научные монографии и статьи Василий Александрович писал на русском языке. Художественную прозу — на украинском. Общий тираж его книг составил около четырёх миллионов экземпляров на различных языках. В частности, его произведения переводили на китайский язык, например, его детский рассказ о цыплёнке под китайским заголовком 《世界多美呀》(дословно: «Мир прекрасен») в 2010-х гг. проходили многие ученики первого класса школ Китая.
Василий Сухомлинский скончался внезапно на 52-м году жизни 2 сентября 1970 в самом начале нового учебного года. На похороны пришли все педагоги и ученики Павлышской средней школы.

## Педагогическая деятельность
Сухомлинский создал оригинальную педагогическую систему, основывающуюся на принципах гуманизма, на признании личности ребёнка высшей ценностью, на которую должны быть ориентированы процессы воспитания и образования, творческая деятельность сплочённого коллектива педагогов-единомышленников и учащихся. Самая сущность этики коммунистического воспитания Сухомлинского заключалась в том, что воспитатель верит в реальность, осуществимость и достижимость коммунистического идеала, измеряет свой труд критерием и меркой идеального.
Сухомлинский строил процесс обучения как радостный труд; большое внимание он уделял формированию мировоззрения учащихся; важная роль в обучении отводилась слову учителя, художественному стилю изложения, сочинению вместе с детьми сказок, художественных произведений, чтению книг.
Сухомлинский разработал комплексную эстетическую программу «воспитания красотой». В советской педагогике своего времени стал разрабатывать гуманистические традиции отечественной и мировой педагогической мысли.
В целостном виде взгляды Сухомлинского представлены в «Этюдах о коммунистическом воспитании» (1967) и других произведениях. Его идеи воплощены в практике многих школ. Были созданы Международная ассоциация В. А. Сухомлинского и Международное объединение исследователей Сухомлинского, педагогический музей Сухомлинского в Павлышской школе (1975).
Сухомлинский — автор около 30 книг и свыше 500 статей, посвящённых воспитанию и обучению молодёжи. Книга его жизни — «Сердце отдаю детям» (Государственная премия УССР в области науки и техники 1974 года, посмертно). Его жизнь — воспитание детей, личности. Он воспитывал в детях личное отношение к окружающей действительности, понимание своего дела и ответственности перед родными, товарищами и обществом и, что главное, перед собственной совестью.

## В. А. Сухомлинский о режиме труда и отдыха школьников[9]
Лучше всего чувствуют себя те, кто рано ложится спать, спит достаточно времени, рано пробуждается и занимается интенсивным умственным трудом в первые пять-десять часов после пробуждения (в зависимости от возраста). В последующие часы бодрствования интенсивность труда должна ослабевать. Совершенно недопустим напряжённый умственный труд, особенно заучивание, в последние 5-7 часов перед сном. На многих фактах мы убедились, что, если ребёнок в течение нескольких часов перед сном сидит за уроками, он становится неуспевающим.

## В. А. Сухомлинский о причинах подростковой преступности
Чем тяжелее преступление, чем больше в нём бесчеловечности, жестокости, тупости, тем беднее интеллектуальные, эстетические, моральные интересы и потребности семьи. Ни в одной семье подростков, которые совершили преступление или правонарушение, не было семейной библиотеки, хотя бы маленькой…Во всех 460 семьях я насчитал 786 книг…Никто из тех, кто совершил преступление, не мог назвать ни одного произведения симфонической, оперной или камерной музыки

## Память

Мемориал Сухомлинскому в Павлышской школе

Вход в музей в Павлышской школе

- На корпусе № 1 Полтавского педагогического института (сейчас университет) по ул. Остроградского, 2 — Сухомлинскому установлена мемориальная доска.
- В самом университете находится музей В. А. Сухомлинского.
- В честь В. А. Сухомлинского назван Николаевский национальный университет.
- В честь В. А. Сухомлинского назван Александрийский педагогический колледж в городе Александрия. Во дворе колледжа установлен памятник Сухомлинскому.
- Именная аудитория в Институте образования НИУ ВШЭ.
- В 2018 году в Геническом районе Херсонской области Украины был изготовлен бюст В. А. Сухомлинского для использования в качестве переходящей награды для лучшего учреждения образования района.
- В сентябре 2018 года Национальный банк Украины выпустил в обращение памятную монету с Сухомлинским, в серии «Выдающиеся личности Украины».

## Награды
- Герой Социалистического Труда (1968).
- Орден Красной Звезды.

### Почётные звания
- Почётный гражданин Кировограда (1998)

## Значительные произведения
- Сердце отдаю детям.
- Сто советов учителю.
- Рождение гражданина.
- Родина в сердце [печатный текст] / Сухомлинский, Василий Александрович, Автор; Сухомлинская, А. И., Составитель; Голованов, Леонид Витальевич, Составитель; Кулешова, А. А., Фотограф; Прохоров, И., Редактор; Авотин, Роберт Жанович, Художник. - Москва : Молодая гвардия, 1978. - 173, [3] с.: портр. [1] л. + вкладные [8] л.; 21 см.- 100000 экземпляров   (в переплёте)
- Родительская педагогика.
- Как воспитать настоящего человека.
- Методика воспитания коллектива.
- Письма к сыну.
- О воспитании.
- Этюды о коммунистическом воспитании (1967).
- Мудрая власть коллектива

Полное собрание сочинений и методического наследия приведено в книге:
- В. А. Сухомлинский: Биобиблиография / Сост. А. И. Сухомлинская, О. В. Сухомлинская. — К.: Рад. шк., 1987.— 255 с.

## Произведения для детей
- Стыдно перед соловушкой
- Яблоко и рассвет : рассказы, сказки, притчи: для дошкольного возраста / В. Сухомлинский; ред. И. Н. Пестова; худ. С. И. Бордюг, Н. А. Трепенок; пер. с укр. Б. Цыбина. — Москва : Малыш, 1984. — 25, [4] с.: ил.- 300 000 экземпляров